# Agapornis
Agapornis (grčki: agape = "ljubav"; ornis = "ptica", dakle "ljubavna ptica") je rod papagaja.
Naseljavaju Afriku, s tim da jedna vrsta živi isključivo na Madagaskaru. Neke vrste su omiljene kao kućni ljubimci, a odgajene su i nove sorte s različitim bojama perja.

## Agapornis kao kućni ljubimci
Kućni ljubimci su one jedinke koje su odgajene u zatočeništvu, češće nego primjerci iz divljine, i to prije svega zbog eventualnih bolesti. 
Zanimljivo je da ispuštaju karakteristične zvukove koji upozoravaju vlasnika da im nije posvećena dovoljna pažnja. Međutim, stalno odazivanje na te zvuke može razmaziti ljubimca. Prema iskustvima uzgajatelja, bolje je češće posvećivati kraće vrijeme ovim pticama, nego po nekoliko puta duže vrijeme. Prosječno žive od 10 do 15 godina.

## Vrste
| Vrste                   | Vrste | Vrste | Vrste                                                         |
| Dvoimeno ime            | Slika | Opis | Raspon                                                        |
| ----------------------- | ----- | --- | ------------------------------------------------------------- |
| Agapornis personata     |       | 14 cm duga. Pretežno zelena, s crnom glavom, žutom gornjom krijestom koja se nastavlja na žuti okovratnik, crveni kljun, bijeli prstenovi oko očiju                       | sjevernoistočna Tanzanija; uvedena u Burundi i Keniju         |
| Agapornis fischeri      |       | 14 cm duga. Pretežno je zelena, gornji dio tijela i glava su narančasti, donji dio leđa i stražnjica su plavi, crveni kljun, bijeli prstenovi oko očiju                   | južno i jugoistočno od jezera Viktorija u sjevernoj Tanzaniji |
| Agapornis lilianae      |       | 13 cm duga. Pretežno zelena, uključujući leđa i stražnjicu, narančasta glava, crveni kljun, bijeli prstenovi                                                              | Malavi                                                        |
| Agapornis nigrigenis    |       | 14 cm duga. Pretežno zelena, smeđo-crni obrazi i vrat, crvenokasto-smeđe čelo i prednji dio krune, narančasti gornji dio prsa, crveni kljun, bijeli prstenovi             | Zambija                                                       |
| Agapornis roseicollis   |       | 15 cm duga. Pretežno zelena, narančasto lice, donji dio leđa i stražnjica su plavi                                                                                        | Namibija, Južna Afrika, Angola                                |
| Agapornis taranta       |       | 16.5 cm duga. Pretežno zelena, crveni kljun, neka pera su crna. Spolni dimorfizam: samo mužjaci imaju crveno čelo i krunu, perje ženke je u potpunosti zeleno             | od južne Eritreje do jugozapadne Etiopije                     |
| Agapornis pullarius     |       | 15 cm duga. Pretežno zelena s crvenim gornjim dijelom vrata i licem. Spolni dimorfizam: mužjaci imaju izraženije i tamnije crveno lice i glavu, te tamniji kljun od ženke | Veći dio središnje Afrike                                     |
| Agapornis canus         |       | 13 cm duga. Pretežno zelena s tamno zelenim parjem na leđima, te blijedo-zelenim kljunom. Spolni dimorfizam: mužjaci imaju sivi gornji dio tijela, vrat i glavu.          | Madagaskar                                                    |
| Agapornis swindernianus |       | 13.5 cm duga. Pretežno zelena, smeđi okovratnik s crnom prugom na gornjem rubu, sa stražnje strane glave. Kljun je tamno-sivi do crni                                     | Ekvatorijalna Afrika                                          |